# Station Semonice
Station Semonice is een spoorwegstation in het Tsjechische dorp Semonice, onderdeel van de gemeente Jaroměř. Het station ligt aan lijn 031 die van Pardubice via Hradec Králové naar Jaroměř loopt. Bij station Semonice is geen verkoop van treinkaartjes, tickets moeten in de trein aangeschaft worden.
Station Semonice ligt drie kilometer ten noorden van station Černožice en twee kilometer voor het eindstation van lijn 031, station Jaroměř.
Pardubice hlavní nádraží ↔ Pardubice-Rosice nad Labem ↔ Pardubice-Semtín ↔ Stéblová ↔ Čeperka ↔ Opatovice nad Labem ↔ Hradec Králové hlavní nádraží ↔ Předměřice nad Labem ↔ Lochenice ↔ Smiřice ↔ Černožice - Semonice ↔ Jaroměř